# Coscinia haroldi
Coscinia haroldi là một loài bướm đêm thuộc phân họ Arctiinae, họ Erebidae.